# PCIM Europe
Die PCIM Expo & Conference (Akronym für Power Conversion and Intelligent Motion) mit parallel stattfindender Konferenz ist eine internationale Fachmesse für Leistungselektronik und deren Anwendungen. Die PCIM ist seit 2002 in China mit der PCIM Asia vertreten.
Die PCIM Expo & Conference findet jährlich auf dem Messegelände der Messe Nürnberg statt. Auf der PCIM Expo & Conference 2024 präsentierten sich 637 ausstellende Unternehmen. Zur Veranstaltung kamen 18.102 Besucher. Die parallel stattfindende Konferenz verzeichnete 952 Teilnehmer.

## Veranstaltungsthemen
Produkte und Dienstleistungen u. a. aus Bereichen der Leistungselektronik wie Leistungshalbleiter, Integrierte Schaltkreise, Passive Bauelemente, Magnetische und Spulenmaterialien, Wärmebeherrschung, Sensoren, Aufbau- und Umgebungssysteme, Elektrische Antriebstechnik, Netzteile / Stromversorgung, Power Quality und Energiespeicherung, Mess- und Prüftechnik, Entwicklungssoftware, Information und Dienstleistung.

## Stages der PCIM Expo 2024
Die PCIM Expo 2024 bot auf der Messe vier Stages an. Auf der Technology Stage diskutieren Branchenexperten aktuelle Themen aus Forschung und Entwicklung. Bei der Exhibitor Stage können sich die Fachbesucher über die neuesten Produktentwicklungen der ausstellenden Unternehmen informieren. Auf der E-Mobility & Energy Storage Stage werden aktuelle Trends und Entwicklungen zum Thema Elektromobilität und Energiespeicherung für die Leistungselektronik präsentiert und diskutiert. Auf der Smart Power System Integration Stage präsentierten führende Unternehmen ihre innovativen Lösungen und Anwendungsbeispiele für diese aktuellen und zukünftigen Herausforderungen in der Leistungselektronikfertigung. Alle Stages sind für Fachbesucher der PCIM Expo & Conference kostenfrei zugänglich.

## PCIM Conference
Auf der PCIM Conference werden neueste Forschungsergebnisse und Entwicklungen aus allen Bereichen der Leistungselektronik in Erstpublikationen präsentiert. Der Kreis der Vortragenden setzte sich in den letzten Jahren aus Vertretern von Industrie, Universitäten und Forschungseinrichtungen zusammen. Die Konferenzsprache ist Englisch.